# Liste des évêques de Locri-Gerace
Cette liste recense les évêques qui se sont succédé sur le siège du diocèse de Locri-Gerace. En 1954, le siège épiscopal est transféré de Gerace à Locri pour donner le diocèse de Locri-Gerace.

## Évêque de Gerace
- Dolcino (? -594)
- Marciano (597-599)
- Crescente (mentionné en 649)
- Stefano (mentionné en 680)
- Gregorio (début du VIIIe siècle)
- Cristoforo (mentionné en 787)
- Giorgio (mentionné en 870)
- Leonzio Ier (1100-1106)
- Leonzio II (mentionné en 1119)
- Costantino Ier (mentionné en 1179)
- Eustrazio (1194)
- Leone Ier (mentionné en 1194)
- Nicola Ier (1194- ?)
- Costantino Ier (mentionné en 1202)
- Basilio III (1204- ?)
- Nifone Ier (mentionné en 1211)
- Leone II (mentionné en 1211)
- Anonyme (mentionné en 1215)
- Nicola II (1219-1225/1226)
- Nifone II (mentionné en 1229)
  - B. (mentionné comme évêque élu  en 1232 et 1233)
- Costantino II (mentionné en 1234)
- Anonyme (mentionné en 1236 et 1237)
- Nicola III (mentionné en 1237)
- Paolo (mentionné en 1240)
- Filippo (mentionné en 1245)
- Anonyme (? -1246)
- Ignazio (mentionné en 1249)
- Barsanufio, O.S.B.I (1250-1254), déposé
- Leone (1254-1255)
- Paolo (1262-1280)
- Giacomo Ier, O.S.B.I (1280-1303)
- Barlaam Ier (1303-1309)
- Giovanni Tirseo (1312-1334)
- Nicola (1342-1342)
- Barlaam II, O.S.B.I (1342-1348)
- Simone Atomano, O.S.B.I (1348-1366), nommé archevêque de Tebe
- Nicola Mele (1366-1380) déposé
- Giacomo II (1380-1400)
- Angelo de Tufo (1400-1419)
- Paolo di Segni (1419-1429), nommé archevêque de Reggio Calabria
- Aimerico (1429-1444)
- Gregorio Diositani (1444-1461)
- Atanasio Calceofilo, O.Cist (1461-1497)
- Troilo Carafa (1497-1505)
- Jaime de Conchillos, O. de M (1505-1509), nommé évêque de Catane
- Bandinello Sauli (1509-1517)
  - Francesco Armellini Pantalassi de' Medici (1517-1519), administrateur apostolique
  - Alessandro Cesarini (1519-1519), administrateur apostolique
- Girolamo Planca (1519-1534)
  - Alessandro Cesarini (1534-1538), administrateur apostolique
- Tiberio Muti (1538-1552), nommé évêque d'Assise
- Andrea Candido, O.S.Io.Hier (1552-1574)
- Ottaviano Pasqua (1574-1591)
- Vincenzo Bonardo, O.P (1591-1601)
- Orazio Mattei (1601-1622)
- Alessandro Bosco (1622-1623)
- Stefano de Rosis (1624-1624)
- Giovanni Maria Belletti (1625-1626)
- Lorenzo Tramallo (1626-1649)
- Michele Angelo Vincentini (1650-1670)
- Stefano Sculco (1670-1686), déposé
- Tommaso Caracciolo (1687-1689)
- Domenico Diez de Aux (1689-1729)
- Ildefonso del Tufo, O.S.B.Oliv (1730-1748)
- Domenico Bozzoni (1749-1749)
- Cesare Rossi (1750-1755)
- Pietro Domenico Scoppa (1756-1793)
  - Siège vacant (1793-1797)
- Vincenzo Barisani, O.S.A (1797-1806)
  - Siège vacant (1806-1818)
- Giuseppe Maria Pellicano (1818-1833)
- Luigi Perrone (1834-1852)
- Pasquale de Lucia (1852-1860)
  - Siège vacant (1860-1872)
- Francesco Saverio Mangeruva (1872-1905)
- Giorgio Delrio (1906-1920), nommé archevêque d'Oristano
- Giovanni Battista Chiappe (1922-1951)
- Pacifico Maria Luigi Perantoni (1952-1954), nommé évêque de Gerace-Locri

## Évêque de Gerace-Locri
- Pacifico Maria Luigi Perantoni (1954-1962), nommé archevêque de Lanciano et Ortona
- Michele Alberto Arduino (1962-1972)
- Francesco Tortora, O.M. (1972-1986), nommé évêque de Locri-Gerace

## Évêque de Locri-Gerace
- Francesco Tortora, O.M (1986-1988)
- Antonio Ciliberti (1988-1993), nommé archevêque de Matera-Irsina
- Giancarlo Maria Bregantini (it), C.S.S (1994-2007), nommé archevêque de Campobasso-Boiano
- Giuseppe Fiorini Morosini, O.M (2008-2013), nommé archevêque de Reggio Calabria-Bova
- Francesco Oliva (2014-  )

## Sources
- « Diocese of Locri-Gerace (-Santa Maria di Polsi) », sur www.catholic-hierarchy.org